# محوطه قدیمی اطراف انگوری
محوطه قدیمی اطراف انگوری مربوط به دوره اشکانیان است و در شهرستان سرباز، بخش سرباز، دهستان انگوری، روستای انگوری، واقع شرق روستای در دامنه کوه و شمال رودخانه سرباز واقع شده و این اثر در تاریخ ۲۶ اسفند ۱۳۸۷ با شمارهٔ ثبت ۲۵۸۸۴ به‌عنوان یکی از آثار ملی ایران به ثبت رسیده است.